# Comuna Poplavî, Pidhaiți
Poplavî (în ucraineană Поплави) este o comună în raionul Pidhaiți, regiunea Ternopil, Ucraina, formată din satele Poplavî (reședința), Soneacine și Stepove.

## Demografie
Componența lingvistică a comunei Poplavî
     Ucraineană (99,84%)
     Alte limbi (0,16%)
Conform recensământului din 2001, majoritatea populației comunei Poplavî era vorbitoare de ucraineană (99,84%), existând în minoritate și vorbitori de alte limbi.